# メンドーサ川
メンドーサ川（メンドーサがわ、スペイン語: Río Mendoza）は、アルゼンチンのメンドーサ州を流れる河川である。サン・フアン州との境界でサン・フアン川に合流する。

## 地理
チリとの国境近く、アコンカグア(6,960m)とトゥプンガト(5,682m)の間のアンデス地域にて、バカス川、クエバス川、トゥプンガト川（最大の支流）などが集まってメンドーサ川が形成される。メンドーサ川上流の谷は標高約2,600mから始まり、氷河に起源を持つU字型である。川はウスパジャータに達し、ポトレリージョス谷を通ってプレコルディジェーラを横切り、カチュエタ峡谷に沿って流れ、国道7号に沿って流れて平地に達する。メンドーサ州の州都メンドーサやゴドイ・クルス、ルハン・デ・クージョなどがあるメンドーサ州の中心地の南側を通り、円弧を描いて北東に向きを変え、最終的にはグアナカーチェ湿地に入り、デサグアデーロ川水系の一部であるサン・フアン川に合流する。メンドーサ川は平均50m3/秒の流量があり、乾燥地域の主要なオアシスに水を供給している。ポトレリージョス谷は標高約1,350mであり、ラフティングに適した急流を備えている。ラフティングの難易度を示す夏季のラフティング国際基準はレベルIIIからレベルIVである。ポトレリージョス谷にはダムがあり、水力発電所に水流を供給するダム湖を形成している。

## 文化

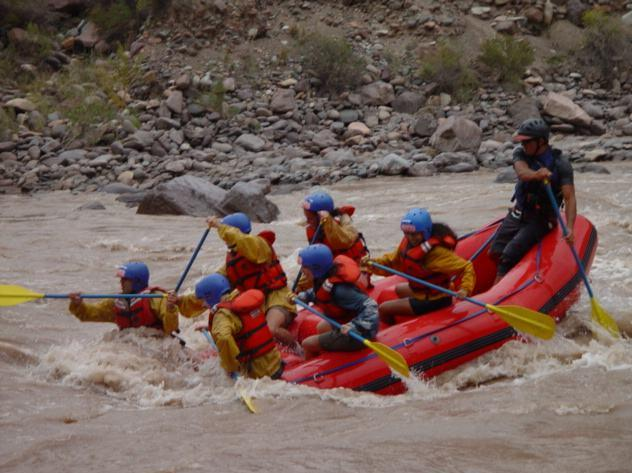
メンドーサ川でのラフティング

川沿いにはカチュエタ・スパやポトレリージョス・ダムなどの観光地がある。メンドーサ州はアルゼンチン・ワイン最大の生産地であり、メンドーサ川はマイプやルハン・デ・クージョなど、メンドーサ州の南緯32度付近の山麓にあるブドウ畑を灌漑している。この地域にはメンドーサ州にあるブドウ畑の17%が集まっており、約360のワイナリーがある。